# «Яндекс» и вторжение России на Украину
Российское вторжение в Украину в 2022 году серьёзно затронуло «Яндекс» — крупнейшую технологическую компанию России. Торги по ценным бумагам «Яндекса» на NASDAQ остановились, оценка компании уменьшилась в несколько раз, а головная структура компании оказалась на грани технического дефолта. Основатель «Яндекса» Аркадий Волож и Тигран Худавердян попали под международные санкции. Впоследствии в феврале 2024 года прошла реструктуризация «Яндекса», по итогам которой компания «Yandex N.V.» сменила название и прекратила использовать бренды «Яндекса». Активы Яндекса были разделены между нидерландским Yandex N.V. и новой структурой компании в российской юрисдикции.

## Направления

### Новости
В своем расследовании о «Яндексе» после февраля 2022 года журналистка издания «Meduza» Светлана Рейтер назвала «Яндекс Новости» «токсичным активом». С 2016 года топ «Новостей» (попадающий на главную страницу поисковика) формировался только на основе «белого списка» изданий, одобренных администрацией президента. По словам журналистки, знали об этом сотрудники только новостного сервиса. По данным, включенным в материал, на главной странице «Яндекса» его аудитория составляла 9 млн человек, в январе, а в марте выросла до 14 млн. Один из собеседников Светланы Рейтер в «Яндексе» описал «Новости» словами: «Ничего личного, просто бизнес, не мы такие, жизнь такая». Сооснователь «Яндекса» Аркадий Волож прибегал к схожим формулировкам: «страна такая, медиаландшафт такой». В дальнейшем, окончательно отмежевавшись от России и продав свою долю в «Яндексе», Волож будет называть подцензурный характер своего новостного агрегатора «компромиссом».
На шестой день вторжения создатель первого новостного агрегатора «Яндекса» и экс-глава «Новостей» в 2005—2012 годах Лев Гершензон в посте на своей странице в Facebook обратил внимание на то, что «Яндекс Новости» фактически стали ключевым элементом в сокрытии правдивой информации о войне для десятков миллионов россиян. В своей публикации он отметил главу бизнес-группы поиска, рекламы и облачных технологий «Яндекса» Андрея Стыскина, гендиректора компании Елену Бунину и управляющего директора компании Тиграна Худавердяна, которым напомнил об ответственности перед коллегами и пользователями. Вскоре после заявления Гершензона на еженедельном общем собрании «Яндекса» сотрудники стали спрашивать, можно ли убрать «Новости» с главной страницы. Руководство на встрече представляли гендиректор Елена Бунина, управляющий директор Тигран Худавердян и глава бизнес-группы поиска, рекламы и облачных технологий Андрей Стыскин. Они ответили, что не имеют морального права использовать сервисы «Яндекса» для высказывания позиции и не готовы рисковать судьбами сотрудников ради «10 минут славы». «Яндекс» не стал комментировать «Медузе» эту встречу. Бунина заблокировала корреспондента «Медузы» после просьбы об интервью, лично связаться с Тиграном Худавердяном им не удалось, а Андрей Стыскин перенаправил корреспондента «Медузы» в пресс-службу.
В дальнейшем именно сервис «Яндекс Новости» как инструмент цензуры и пропаганды стал основанием для санкций в отношении Худавердяна и Воложа. В сентябре 2022 года «Яндекс» закрыл сделку по продаже «Новостей» и «Яндекс Дзена» холдингу VK, который возглавляет Владимир Кириенко, сын первого замглавы администрации президента России Сергея Кириенко.

### Поиск
Исследователи дезинформации в интернете из Digital Forensic Research Lab при Атлантическом Совете выявили, что «Яндекс» цензурирует поисковую выдачу для пользователей из России, но даже для посетителей из других стран запрещённые Роскомнадзором (и отсутствующие в выдаче «Яндекса») независимые СМИ ранжируются ниже, чем, например, в поиске Google. По запросам, релевантным касательно Украины, войны и антивоенного движения, «Яндекс» явно приоритезировал российские подцензурные медиа. Например, из 10 первых ссылок по запросу «зачем Россия начала войну» ведут на материалы, которые не осуждают или одобряют военное вторжение в Украину; по запросам о «денацификации» или массовых убийствах российскими военными мирных жмтелей в Буче в выдачу попадают статьи «Википедии», но почти все остальные материалы — пропаганда и фальшивые новости. На вопрос о потерях российской армии «Яндекс» предлагает большое число публикаций, посвящённых потерям украинской армии. Во время успешного украинского контрнаступления в Херсонской области тематическая выдача о боях в регионе резко поменялась и почти целиком состояла о неудачах и потерях ВСУ.
С 25 февраля 2022 года при поисковых запросах, связанных с Украиной, а также рядом со ссылками на официальные сайты государственных органов Украины «Яндекс» показывает предупреждение: «некоторые материалы в интернете могут содержать недостоверную информацию». Вместе с тем в августе 2024 года гражданские активисты обнаружили, что «Яндекс» приоритезирует в поисковой выдаче (фишинговые) копии сайтов Русского добровольческого корпуса и легиона «Свобода России» — украинских подразделений, в которых служит множество добровольцев из России. Как предположили активисты и журналисты, фишинговые сайты могли быть использованы российскими силовыми ведомствами для сбора личных данных россиян, поддерживающих ВСУ.
Из масштабной утечки исходного кода сервисов «Яндекса» в 2023 году стало известно об алгоритмах, с помощью которых «Яндекс» на стороне сервиса искажал поисковые запросы пользователей, чтобы исключить из выдачи релевантные — но нежелательные — изображения. Так, одно из правил запрещало показывать символику нацистской Германии по запросу «символ z» (или «z спецоперация логотип» и т. п.). Аналогично «Яндекс» принудительно исключал фотографии Владимира Путина из поисковой выдачи по запросам «хуйло», «бункерный дед», «гондон всея руси», «хуй в скафандре», «странное создание машет рукой» и многим другим.
Хотя алгоритмы «Яндекса» во всех ситуациях приоритезируют свежие, актуальные, цитируемые материалы, именно в случае названий украинских городов (например, Бучи, где во время оккупации российские военные убили несколько сотен мирных жителей), поисковик показывал только «нейтральные изображения» в первую очередь 2020—2021 годов. Специалистам Digital Forensic Research Lab удалось найти в подобной выдаче свастику, но в цветах украинского флага. Также исследователи попытались найти фотографии или видеозаписи прямого эфира «Первого канала», во время которого тележурналистка Марина Овсянникова вошла в кадр с антивоенным плакатом. В этом случае не сработал ни обычный поиск, ни реверсивный. Манипуляции выдачей при поиске по изображениям в «Яндексе», в отдельных случаях, распространялись и на пользователей вне России.
В опубликованном исходном коде также был список запрещённых слов для капчи — инструмента проверки пользователя, в случае если система подозревает его в ботоподобных действиях. В их числе — «львов» (вероятно, из-за омонимичности украинскому городу, который с начала войны подвергался ракетным ударам) и «сдаться».

### Такси и доставка
«Яндекс» хранит данные клиентов сервисов такси и доставки (Yandex Go) без разделения по географии — в российских дата-центрах. С 1 сентября 2023 года службы такси должны передавать ФСБ все данные о заказах. Эта норма установлена законом «Об организации перевозок пассажиров и багажа легковым такси», подписанным президентом в декабре 2022. Согласно документу, ФСБ может получить доступ к базам данных, используемым для приема, хранения, обработки и передачи заказов. Некоторые журналисты предполагали, что подобный доступ мог ставить под угрозу безопасность антивоенно настроенных россиян, проживающих за пределами России, а также пользователей из ещё 20 стран, где работают сервисы такси и доставки «Яндекса». Они также ставили под сомнение заверения «Яндекса», что компания раскрывает информацию о поездках властям только тех стран, где поездка осуществлена. В качестве примера они называли дело Ивана Голунова: тогда переданные «Яндексом» данные помогли силовикам следить за журналистом, подбросить ему наркотики и сфальсифицировать уголовное дело. Информация, переданная МВД, включала, в частности, адрес рижского офиса «Медузы».
Из опубликованной переписки сотрудников «Яндекса» с руководством следовало, что они обеспокоены тем, как обеспечить защиту данных пользователей. Экс-директор по технологиям «Яндекса» Григорий Бакунов отмечал, что теоретически «Яндекс» мог хранить данные пользователей раздельно, но на это требовалась «воля руководства». Бывший глава «Яндекса» в Украине Сергей Петренко подчёркивал, что возможность не хранить данные пользователей — это хороший выход, но при этом, обладание полной историей поездок полезно и для пользователя, и для компании, поскольку можно делать клиентам более персонализированные предложения
Сервисы такси и доставки «Яндекса» работают в ряде европейских стран, и хранение данных клиентов в российских дата-центрах нарушает европейское законодательство в сфере персональных данных. Латвия, Эстония, Великобритания, Франция, Казахстан) ввели ограничения для сервисов «Яндекса». Казахстан снял ограничения после того, как Яндекс перенес на территорию страны серверы, обслуживающие местных жителей и отвечающие за домен yandex.kz. Власти Нидерландов и Норвегии начали расследование вероятной передачи данных европейских пользователей в России в прямой доступности российских спецслужб после того, как в Финляндии возникли претензии к Yango. Власти Нидерландов и Норвегии планировали ввести ограничение на передачу данных пользователей и принять решение о дальнейшей работе сервиса, однако в Финляндии отказались от претензий и разрешили Yango продолжить свою деятельность.

### Музыка
«Яндекс Музыка» ограничивает доступ к контенту, связанному с войной в Украине. Также «Яндекс» стал соавтором рекомендаций для музыкальных стриминговых сервисов по работе с «опасным и неприятным контентом». В разное время «Яндекс Музыка» ограничивала доступ к подкастам о войне и композициям антивоенно настроенных музыкантов.

### Карты
В июне 2022 года «Яндекс Карты» перестали отображать на картах границы государств, в чём многие пользователи увидели политическую подоплёку и стремление избежать претензий властей в условиях оккупации Россией территорий Украины. Учёный-географ Дмитрий Орешкин в комментарии BBC охарактеризовал этот шаг как деградацию картографической культуры (в картографии давно разработаны стандарты для отображения спорных территорий). В октябре того же года после аннексии Россией ряда областей Украины «Яндекс Карты» также перестали отображать границы регионов.
На фоне глушения и спуфинга GPS-сигнала, к которым российские власти прибегают для защиты от украинских БПЛА, в сентябре 2023 года «Яндекс» обновил алгоритмы «Карт» и «Навигатора», чтобы научить приложения ориентироваться в пространстве по точкам Wi-Fi.

### YandexGPT
Большая языковая модель «Яндекса» YandexGPT, лежащая в основе голосового ассистента «Алиса», также ограничивает ответы на запросы, связанные с Украиной. Так, YandexGPT отказывается обсуждать не только темы войны, статуса Крыма, Донецкой и Луганской областей, но и историю Украины в целом. Также нейросеть отказывается отвечать на вопросы о президенте Украины Владимире Зеленском или экс-президенте Грузии Михаиле Саакашвили, давать оценку Владимиру Путину, обсуждать детали жизни экс-президента Дмитрия Медведева (например, домик для уточки в его усадьбе) или строить предположения о том, кто возглавит Россию в будущем.
На избирательности ответов YandexGPT обращали внимание не только оппозиционно настроенные авторы, но и представители российских властей. Так, уже в качестве главы Совбеза России Медведев критиковал нейросеть за нежелание отвечать на вопросы об изъятии российских активов в США, памятниках Степану Бандере в Украине, расстоянии между Киевом и Белгородом.

### Прочие
После начала вторжения «Яндекс» свернул ряд зарубежных проектов и закрыл сервис по управлению ценными бумагами «Инвестиции», запущенный вместе в подсанкционным ВТБ. Партнёрство с компанией разорвали DuckDuckGo и Grubhub, который совместно с «Яндексом» развивал сервис доставки еды роботами в университетских кампусах. Международный сервис такси Uber вывел своих представителей из совета директоров «Яндекса».
Свернуло работу американское подразделение по разработке беспилотного транспорта Yandex SDG. Компания сократила американских сотрудников, объяснив остановку работы отзывом лицензий на использование беспилотных автомобилей и роботов доставщиков, однако в дальнейшем стало известно, что это заявление было ложным.

## Раскрытие данных пользователей
Из публичной статистики раскрытия «Яндекса» данных пользователей по запросам правоохранительных органов следует, что с 2021 по 2023 год число полученных запросов выросло с 40,5 тысяч до почти 69 тысяч, а доля удовлетворённых запросов осталась на уровне 79%. Российские власти чаще всего интересовались информацией о пользователях сервисов категории «Райдтех» (такси, доставка, аренда самокатов и каршеринг), на втором месте — электронная почта «Яндекса».

## Последствия

### Сотрудники
После начала вторжения тысячи сотрудников «Яндекса» — до шестой части всего штата компании — уехали из России. Также из России уехала часть топ-менеджеров, включая генерального директора компании Елену Бунину, главу геосервисов Романа Чернина, руководителя направления беспилотного транспорта Дмитрия Полищука и директора по рекламным продуктам Веру Лейзерович. Примечательно, что уехавшие топ-менеджеры формально остались трудоустроены в компании, чтобы сохранить право на опционы — т.е. получение акций компании в будущем, что является одним из видов неденежного поощрения.
Настроения сотрудников «Яндекса» в рамках расследования 2022 года провела журналистка Светлана Рейтер. Из её заметок следовало, что многие работники «Яндекса» чувствовали себя «заложниками». Одни из собеседников Рейтер жаловался: «Вся эта «шумиха вокруг политики изрядно задолбала всех сотрудников», которые «хотят просто работать». Другой жаловался на денежные вопросы: «Это раньше все было хорошо, а теперь я даже не знаю, как получить опционы, которые мне компания обещала. На бирже акций „Яндекса“ нет, но компания обещает их выплачивать рублями. Если я уйду с работы, то все потеряю, а тут мне хотя бы платят».

### Ценные бумаги
Вскоре после вторжения России в Украину торги ценными бумагами «Яндекса» на NASDAQ были остановлены. Это поставило компанию на грань технического дефолта, так как при остановке торгов более чем на 5 торговых дней держатели ценных бумаг могли потребовать возврата денег. Резервы компании, номинированные в долларах и евро, могли покрыть менее трети обязательств в 1,25 млрд долларов. Оценка компании обрушилась с более чем 30 до 7 млрд долларов.
В дальнейшем «Яндексу» удалось договориться с акционерами. В марте 2023 года NASDAQ провёл делистинг акций ряда российских компаний, включая «Яндекс», ЦИАН, Ozon.ru, QIWI и HeadHunter. В феврале 2024 года нидерландская головная структура «Яндекса» продала весь российский бизнес и расплатилась с инвесторами, а в октябре вернулась на NASDAQ с новым тикером.

### Разделение
Обсуждение возможного разделения бизнеса «Яндекса» обсуждалось с 2022 года. В качестве советника для структурирования сделки «Яндекс» привлёк Алексея Кудрина — бывшего главу Счётной палаты и советника Владимира Путина. Forbes писал, что Волож предложил Кудрину 5% акций компании за согласование реструктуризации «Яндекса» с российскими властями.
Сделка была совершена в феврале 2024 года. Российский бизнес «Яндекса» был продан за 5,2 млрд долларов (более чем в 6 раз ниже довоенной оценки). Покупатели получили 99,999% в новой российской операционной компании, зарегистрированной в специальной экономической зоне в Калининграде, а 0,001% (т.н. «золотая акция) осталась у «Фонда общественных интересов» — структуры, созданной в 2019 году для усиления государственного влияния на «Яндекс» и декларировавшей своей целью «защиту интересов России». За периметр сделки были выведены зарубежные проекты — Nebius, Toloka, Avride и TripleTen, а также дата-центр в Финляндии.
Непосредственным владельцем российского «Яндекса» стал закрытый паевой инвестиционный фонд — непрозрачная форма владения, позволяющая не раскрывать держателей паёв. Известно, что в число пайщиков вошли венчурный инвестор Александр Чачава (глава фонда LETA Capital, ранее выкупивший игровое подразделение VK за 652 млн долларов — в сотни раз больше, чем типичные инвестиции его фонда), финансовый управляющий Павел Прасс (владелец депозитария, управляющего коллективными инвестициями НПФ, ПИФов, госкомпаний, банков и пр.), структуры «Лукойла» и председатель совета директоров «Русской холдинговой компании» Александр Рязанцев.
Журналисты отмечали, что некоторые из новых владельцев могли представлять интересы окружения Владимира Путина. Так, Прасс — многолетний бизнес-партнёр Юрия Ковальчука, а Чачава занимался совместными инвестициями с Владимиром Кириенко — сыном первого замглавы администрации президента Сергея Кириенко. Руководством ЗПИФ взяли на себя менеджеры «Яндекса», они же сформировали «Фонд менеджмента», имеющий право вето в совете директоров «Яндекса».

## Менеджмент
После начала вторжения совет директоров «Яндекса» покинули Эстер Дайсон и Илья Стребулаев, которые решили осудить войну, но не хотели делать этого в качестве представителей «Яндекса». Руководительница «Яндекс Кью» Антонина Самсонова уволилась из компании в знак протеста против цензуры и сокрытия информации об обстрелах украинских городов и гибели мирных жителей. Она пыталась убедить руководство и коллег представить в «Яндекс Новостях» реальную картину войны, но не нашла поддержки внутри компании. В публикации о своём увольнении она назвала действия руководства «Яндекса» преступлением, а продолжение работы в компании — соучастием.
Генеральный директор «Яндекса» Елена Бунина не стала возвращаться в Россию из поездки и дистанционно уволилась с должности. Сменивший её Тигран Худавердян в общении с сотрудниками настаивал, что компания не может делать политические заявления, поскольку её действия должны быть продиктованы приоритетами, к которым он отнёс безопасности сотрудников, доступность такси, доставки товаров и еды, веб-поиск и облачную инфраструктуру — «необходимые для живущих в стране людей как электричество или водопровод». Менее чем через сутки после назначения Худавердян попал под санкции Евросоюза из-за роли «Яндекс Новостей» в государственной цензуре и пропаганде, после чего покинул пост.
В июне 2022 года под санкции попал проживающий в Израиле основатель «Яндекса» и глава его международной структуры Аркадий Волож (одной из причин так же стали «Яндекс Новости»). После этого Волож покинул все посты в «Яндексе» и публично дистанцировался от компании и от России. На личном сайте он назвал себя «родившимся в Казахстане израильским предпринимателем», а «Яндекс» упомянул обезличенно как «одну из крупнейших интернет-компаний в Европе». В 2023 году анонимный участник «Википедии» с IP-адресом в Тель-Авиве попытался вымарать Россию из англоязычной вики-статьи о предпринимателе по аналогии с личным сайтом Воложа.
Впервые Волож аккуратно высказался против войны (но не против агрессора) в августе 2023 года — уже после конфуза с «Википедией». Сразу после этого его адвокаты направили властям ЕС просьбу о снятии санкций. В июле 2024 года после закрытия сделки по продаже российского бизнеса «Яндекса» Волож дал интервью Der Spiegel, в котором признал, что ранее ему приходилось «идти на компромиссы», но подчеркнул, что теперь «отделился от России». В марте 2024 года ЕС снял санкции с Воложа.